# Gadzjijevo

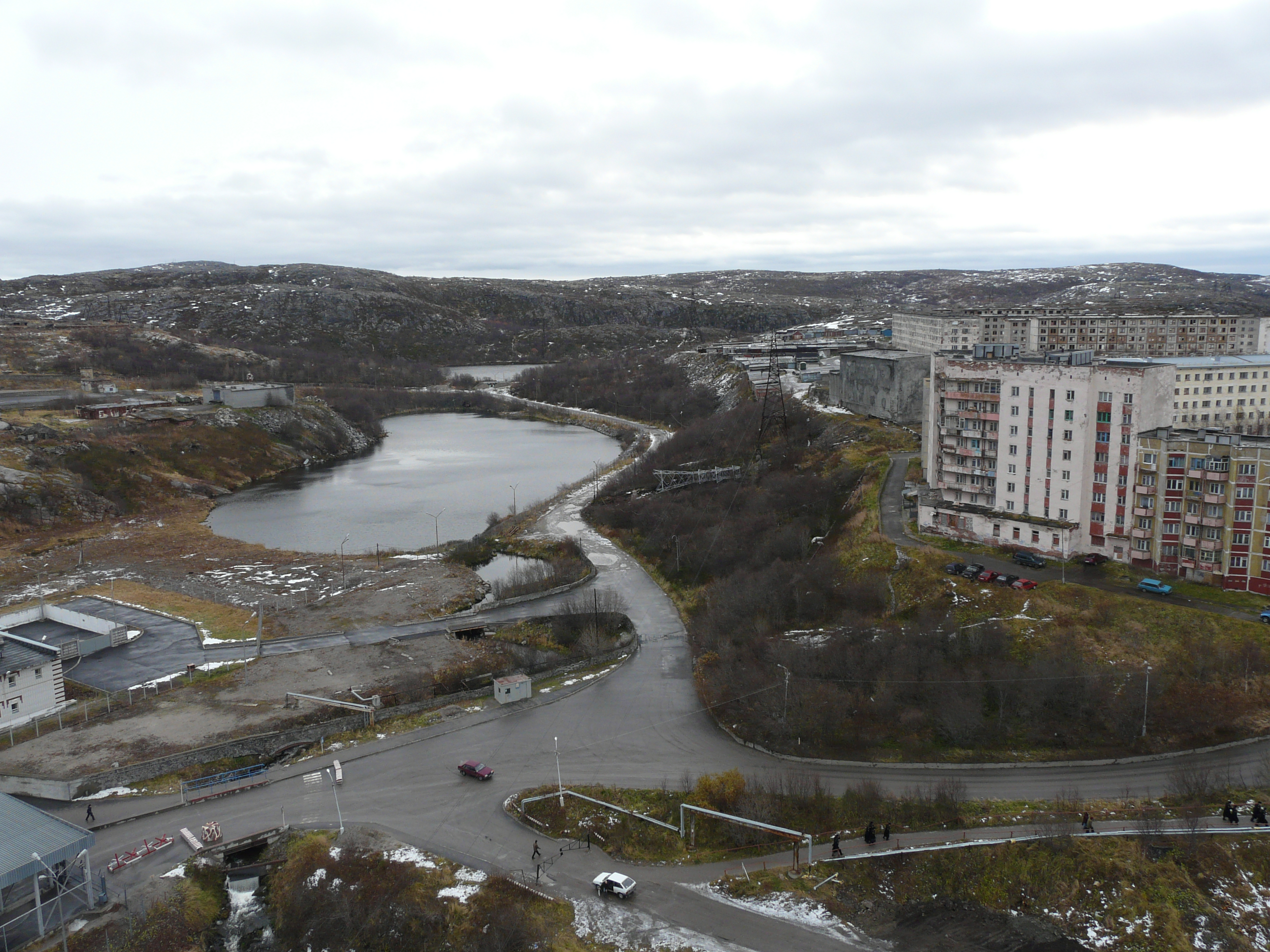
Gadzjijevo.

Gadzjijevo (ryska: Гаджи́ево) är en stad i Murmansk oblast i Ryssland. Den hette Jagelnaja Guba fram till 1967 och Skalistyj 1981 till 1999 (var även känd som Murmansk-130 under denna period, fram till 1994). Dagens namn gällde 1967 till 1981, och från och med 1999. Gadzjijevo är en så kallad stängd stad och är en av tre städer som ingår i den kommunala enheten Aleksandrovsk. Folkmängden uppgick till 12 251 invånare i början av 2015.